# 寺田逸郎
寺田 逸郎（てらだ いつろう、1948年（昭和23年）1月9日 - ）は、日本の裁判官、法務官僚。第18代最高裁判所長官。父は第10代最高裁判所長官の寺田治郎。

## 人物
東京都出身。司法修習26期の裁判官であるが、判検交流による検事としての法務省での長期の勤務経験（26年間。駐オランダ日本大使館一等書記官を務めた3年間も含む。）を持つ。
2007年（平成19年）、裁判官に復帰して東京高等裁判所判事（部総括）に就任し、2008年（平成20年）にさいたま地方裁判所所長に就任。2010年（平成22年）2月に広島高等裁判所長官に就任、同年12月27日に最高裁判所判事に転じた。婚外子相続差別訴訟の最高裁大法廷の審理では元法務省民事局長の経歴から回避した。
2012年（平成24年）12月16日の最高裁判所裁判官国民審査において、罷免を可とする票4,588,376票、罷免を可とする率7.95%で信任。
2014年（平成26年）4月1日より竹﨑博允の後を受けて第18代最高裁判所長官に就任し、同日宮中に於いて親任式に臨んだ。父子二代で最高裁判所長官に就任するのは寺田父子が初となる。
2015年に最高裁判所に情報公開・個人情報保護審査委員会を設置した。再婚禁止期間訴訟では最高裁大法廷の裁判長として女性の再婚禁止を6ヶ月制限している規定について100日を超える再婚禁止規定について2015年12月16日に違憲判決を下した。
1948年から1972年までの間に最高裁事務総局が裁判の当事者がハンセン病であることを理由に裁判所以外の場所で特別法廷を開かせていた問題に関しては1960年以降の27件について違法性を認め、「手続きに差別を助長する姿勢がみられた」として2016年5月2日に最高裁長官として謝罪した。同年6月23日には、高裁長官・地裁所長会合では工藤会に絡む裁判員裁判において裁判員が被告人の知人に声を掛けられた事件に触れて、「国民が過度の負担を感じることなく安心して参加いただけるよう、一層の工夫を加え万全を期したい」と対策の必要性を強調した。
2017年4月12日にNHK受信料訴訟に関して、最高裁大法廷の裁判長として法務大臣権限法の規定により法務大臣が裁判所に対して意見陳述する許可を出した。2017年9月からは、裁判官らが判決などで旧姓を通称として使用することを認めた。
司法修習26期の同期の裁判官には園尾隆司（元高等裁判所裁判官、東京弁護士会所属弁護士）がいる。
2018年1月8日付で最高裁長官を定年退官。最高裁長官退官に際しては「個別の裁判の質問には答えられない」などとして慣例の記者会見を実施しない異例の対応をとった。同年、早稲田大学特命教授に就任。
2019年5月21日付で、桐花大綬章を受章。2020年6月18日付で、宮内庁参与。

## 略歴
- 1948年（昭和23年） - 京都市に生まれる
- 大阪教育大学附属天王寺中学校卒業
- 東京都立日比谷高等学校卒業
- 東京大学法学部卒業[14]
- 1972年（昭和47年） - 司法修習生
- 1974年（昭和49年） - 判事補に任命され[2]、東京地方裁判所判事補
- 1976年（昭和51年） - コロンビア・ロー・スクール（LL.M.）[1]
- 1977年（昭和52年） - 東京地方裁判所判事補・東京簡易裁判所判事
- 同年 - 札幌地方裁判所・札幌家庭裁判所判事補・札幌簡易裁判所判事
- 1980年（昭和55年） - 大阪地方裁判所判事補・大阪簡易裁判所判事
- 1981年（昭和56年） - 東京地方裁判所判事補・東京簡易裁判所判事
- 同年 - 法務省民事局付
- 1985年（昭和60年） - 駐オランダ日本大使館一等書記官
- 1988年（昭和63年） - 法務省民事局参事官[2]
- 1992年（平成4年） - 法務省民事局第四課長[2]
- 1993年（平成5年） - 法務省民事局第三課長[2]
- 1996年（平成8年） - 法務省民事局第一課長[2]
- 1998年（平成10年） - 法務省大臣官房秘書課長[2]
- 2001年（平成13年） - 法務省司法法制部長[2]
- 2005年（平成17年） - 法務省民事局長[2]
- 2007年（平成19年） - 東京高等裁判所判事（部総括）[2]
- 2008年（平成20年） - さいたま地方裁判所所長
- 2010年（平成22年） - 広島高等裁判所長官
- 同年　　最高裁判所判事
- 2014年（平成26年） - 第18代最高裁判所長官
- 2018年（平成30年） - 定年退官
- 同年 - 早稲田大学特命教授[1]
- 2019年（令和元年） - 桐花大綬章受章
- 2020年（令和2年） - 宮内庁参与

## 主な判決
- 時津風部屋力士暴行死事件 - 2011年（平成23年）8月29日、上告を棄却
- 福岡海の中道大橋飲酒運転事故 - 2011年（平成23年）10月31日、アルコールによる危険運転は事故の状況を総合的に判断すべきだとし、飲酒運転による危険運転致死傷罪の成立を広く認める判断を示し上告を棄却した[15]。
- 長崎市長射殺事件 - 2012年（平成24年）1月16日、上告を棄却
- NHK受信料訴訟 - 2017年（平成29年）12月6日、NHKが受信契約を拒む男性に支払いを求めた訴訟で、NHKの受信料徴収制度が憲法が保証する「契約の自由」に反するかどうかが争われ、この徴収制度を「合憲」とする初判断を示した。しかし同時に「契約を申し込んだ時点で自動的に成立する」とのNHK側の主張も退けており、契約を拒む人から受信料を徴収するためには、今後も個別に裁判を起こさなければならないものとした[16]。

## その他
- 裁判官出身の最高裁長官のうち、最高裁黎明期である初代長官の三淵忠彦を除いた最高裁長官の中では、以下のような異例の経歴を持っている。
  - 東京高裁もしくは大阪高裁長官を経験せずに長官となった例は山口繁と寺田逸郎だけである。
  - 最高裁判所事務総長、司法研修所長、最高裁判所首席調査官の三役のうち、ひとつも経験しないまま最高裁判所長官に就任したのは、町田顯と寺田逸郎のみである。